# جینیزه
جینیزه (به ایتالیایی: Gignese) یک کومونه در ایتالیا است که در استان وربانو-کوزیو-اوسولا واقع شده‌است.

## خصوصیات
جینیزه ۱۴٫۹ کیلومترمربع مساحت و ۹۱۳ نفر جمعیت دارد و ۷۰۷ متر بالاتر از سطح دریا واقع شده‌است.